# أنطون أري إينارسون
أنطون أري إينارسون (25 أغسطس 1994 بريكيافيك في آيسلندا - ) هو لاعب كرة قدم أيسلندي في مركز الوسط. لعب مع نادي فالور.

## وصلات خارجية
- أنطون أري إينارسون على موقع إي إس بي إن إف سي (الإنجليزية)
- أنطون أري إينارسون على موقع قاعدة بيانات كرة القدم.إي يو (الإنجليزية)
- أنطون أري إينارسون على موقع ناشيونال فوتبول تيمز (الإنجليزية)
- أنطون أري إينارسون على موقع Soccerway.com (الإنجليزية)
- أنطون أري إينارسون على موقع عالم كرة القدم.نت (الإنجليزية)